# Slaget vid Katalauniska fälten
Slaget vid Katalauniska fälten, också kallat Slaget vid Châlons eller Slaget vid Maurica, stod 20 juni år 451 mellan å ena sidan en kombinerad västromersk och germansk här under Aëtius samt å andra sidan Attilas hunner med underlydande ostrogoter. Slaget blev en betydande seger för Aëtius. Detta ändade Attilas västliga fälttåg och bromsade tills vidare Västroms sönderfall. Västroms allierade bestod bland annat av visigoter under Theoderik I.
Den exakta platsen för slaget är osäker – viss forskning placerar det vid Mery-sur-Marne (eller mellan detta och Troyes); nutida bedömare anser i allmänhet att Châlons-en-Champagne är den rätta platsen. Vid Cheppe nära Châlons-en-Champagne finns lämningar av förskansningar som lokal tradition hävdar härrör från slaget. Namnet Katalauniska fälten sägs komma från en gallisk folkstam kallad catalauni.
Tidigare var Katalauniska fälten skådeplatsen för ett slag år 273, då kejsar Aurelianus besegrade upprorsmakaren Tetricus I. 

## Bakgrund till slaget
Vandalernas kung Geiserik sökte på olika sätt vidga sina domäner på visigoternas bekostnad, och Jordanes uppger att han uppmuntrade Attila att anfalla dem. Även Rom var en måltavla för Attila och som man där inte ansåg sig kunna stå emot Attilas anfall sökte man en allians med visigoterna. Denna kom till slut till stånd, men inte utan svårigheter, och efter slaget skulle alliansens bräcklighet få konsekvenser. Geiserik insåg otvivelaktigt att han hade att vinna på att visigoter och romare inte blev alltför nära förbundna, och av allt att döma arbetade han aktivt på att utså split dem emellan.
Hunnerna hade omkring år 375 besegrat goterna (se Ermanarik) och lagt under sig delar av de landområden dessa behärskat, samt gjort ostrogoterna till vasaller. Den här som Attila mönstrade för fälttåget västerut utgjordes bland annat av gepider under Ardarik men framför allt fanns där ostrogoter under befäl av de tre amaliska bröderna Valamir, Vidimer och Theodimir, den sistnämnde far till den senare Theoderik den store. De tre bröderna ska enligt Jordanes ha stått mycket högt i gunst hos Attila, och till skillnad från andra militärer från underlydande folk ska de ha ingått i härens högsta ledning.
När Aëtius till slut fått en här stark nog att möta Attila, var det en armé av avsevärd storlek och med soldater av många olika ursprung - där fanns förutom Aëtius legioner och de visigotiska styrkorna även saliska franker, ripariska franker, sarmater, armoritier, lititier, burgunder, saxare – dessutom en grupp Jordanes benämner olibrones, "en gång romerska soldater och nu härens blomma", samt stammar med ospecificerad germansk och keltisk bakgrund.

## Attilas fälttåg
Attila lyckades tränga västerut till Aureliani, nuvarande Orléans. Området lydde under en kung Sangiban, som var av alansk härkomst. Sangiban lovade att öppna stadens portar för Attila, men den utvecklingen förekoms av Aëtius som fick reda på planerna. Aëtius lyckades inte bara besätta staden innan Attila hann dit, han tvingade också Sangibans trupper att sluta sig till hären.
Attila fann staden i fiendehänder och vände österut. Exakt vad som fick honom att ändra sig vet man inte, men han beslöt i alla fall att stanna upp och gå i strid med Aëtius här. Jordanes uppger att Attilas beslut grundades på att denne fått reda på att patriciern Aëtius fanns i hären, och att han hoppades att denne skulle dödas i striden, även om det innebar att Attilas eget liv riskerades.
Kvällen innan själva slaget ägde rum ska en skärmytsling ha inträffat mellan frankiska styrkor och Ardariks gepider – bara denna strid ska ha lämnat 15 000 döda på vardera sidan. Att siffrorna är överdrivna råder ingen tvekan om, men styrkorna som var inblandade i händelserna omkring Châlons bör ha varit avsevärda.

## Slaget

### Första fasen – Theoderik dödas
Själva "fälten" ska ha haft en åsrygg som utgjorde den viktigaste strategiska punkten på platsen. Ut från denna sträckte sig en mindre, sluttande kam. Vardera styrkan kom i besittning av en ände av åsryggen, och striderna kom inledningsvis att stå om den utskjutande kammen. Den romerska hären nådde denna först, och hunnernas anfall mot dem slogs tillbaks. När hunnerna misslyckades att ta kammen återvände de till sin egen styrka och bringade därmed Attilas styrkor i oordning, vilket visigoterna utnyttjade till att själva storma hunnerna. Visigoternas kung Theoderik fanns uppenbarligen själv med i stormningen, för någon gång i samband med den dödades han, exakt hur är inte säkert.
Å ena sidan uppger Jordanes att Theoderik kastades av sin häst och trampades till döds av sina framstormande trupper. Å den andra uppger han också att en ostrogotisk ädling vid namn Andag skall ha dödat Theoderik med sitt spjut. Eftersom Jordanes själv tjänstgjorde som notarie hos Andags son Gunthigis kan man kanske anta att även om Andag gjorde anspråk på att vara Theoderiks bane så kanske inte Jordanes ansåg uppgiften särskilt trovärdig eftersom han trots allt i första hand serverar den andra versionen.
Att Theoderik dödats förefaller inte ha uppmärksammats omedelbart, utan upptäckten verkar ha dröjt.

### Attila belägras
Den visigotiska anstormningen förefaller ha varit framgångsrik och slog antagligen hårt mot de hunniska trupperna. Attilas hustrupper kom att ansättas hårt, och Attila drog sig tillbaka till sitt läger, befäst med vagnar. Visigoterna omslöt lägret och anföll det.
När mörkret föll pågick fortfarande anfallet mot hunnernas läger. Thorismund, son till kung Theoderik, förvillade sig in i lägrets centrum när han skulle dra sig tillbaka, och sårades innan han undsattes och undkom. Även Aëtius separerades från sina närmaste styrkor och kunde inte finna dem i mörkret utan tillbringade natten hos visigotiska styrkor.
När morgonen kom fann sig Attila belägrad och varje försök till utbrytning besvarades med ett pilregn så att man inte trodde sig kunna undkomma. Attila trodde antagligen att nederlag var oundvikligt men för att inte fienden skulle få glädjen av att fånga en hunnisk härskare anlade man ett begravningsbål av sadlar i lägret och Attila planerade att ta sitt liv om lägret stormades. Bägge sidor var uppenbarligen medvetna om att de belägrade hunnerna hade ont om förråd.
Visigoterna hade vid det här laget upptäckt att både kung Theoderik och hans son Thorismund saknades och efter ett visst sökande återfanns de - kungen död men Thorismund vid liv. Kungens kropp bars i fiendens åsyn och under sång bort från striden. Thorismund ville vid underrättelsen om faderns död omedelbart storma hunnernas läger, men Aëtius planerade för framtiden.

### Attila undkommer
Aëtius hade, kanske under inflytande av Gaiseriks manipulationer, uppfattningen att visigoterna vore en värre fiende än hunnerna, om de fick större inflytande. Om hunnerna i grund besegrades och visigoterna stod utan hotande fiender skulle Rom inte kunna försvara sig. Aëtius motsatte sig därför en stormning, och antydde istället att Thorismund omedelbart borde bege sig hem och försäkra sig om tronen innan hans bröder hann göra det. Thorismund gjorde exakt som Aëtius föreslog - han begav sig till Tolosa (Toulouse) och blev visigotisk kung utan några motsättningar.
När belägringen bröts var Attila misstänksam och antog att det var en krigslist för att locka fram honom och förgöra hans styrkor. Till slut begav han sig ändå österut och undkom tills vidare.

## Eftermäle

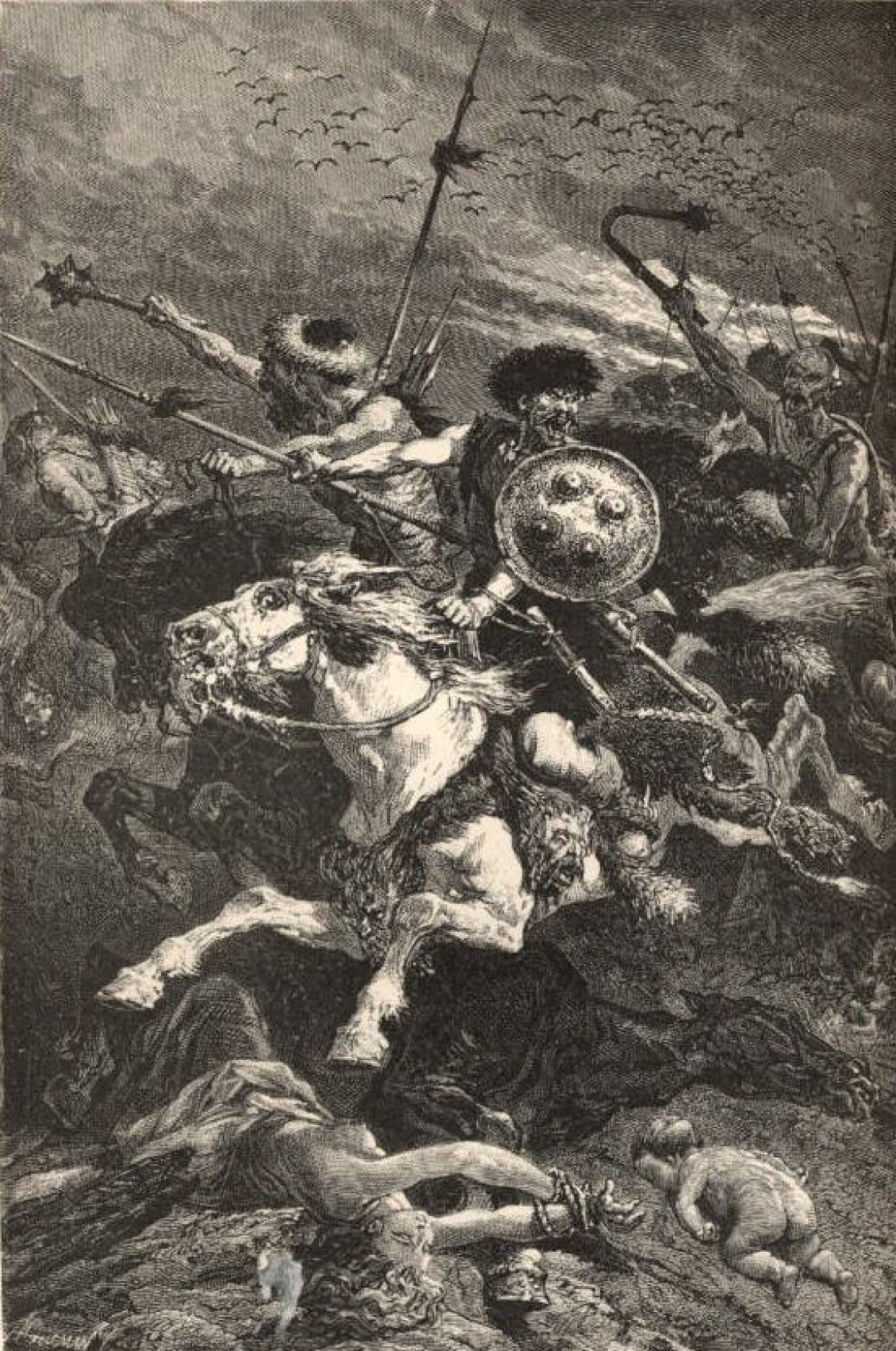
Hunnerna i slaget vid Katalauniska fälten. Illustration av A. De Neuville (1836-1885).

Slaget vid katalaunska fälten var med sin tids mått enormt. Jordanes uppger antalet dödade till omkring 165 000, förlusterna vid striderna dagen innan oräknade. Hydatius som var samtida med händelserna, uppger hela 300 000 döda. Att så många skulle ha stupat är helt otroligt men helt visst var detta ett av de största slagen under folkvandringstiden och den tidiga medeltiden. Mellan slaget vid Adrianopel (378) och åtskilliga århundraden efteråt finns inget slag som kan ha haft tillnärmelsevis lika många deltagare. Att de stridande kom från så många olika folk, att antalet dödade var stort och eftervärldens demonisering av Attila bidrog alla till att överdriva bilden av slaget och lämnade ett stort intryck i omvärldens sinnen. Till detta kommer också att slaget var det första större slag sedan Adrianopel där en kristen här och befälhavare ställdes mot en hednisk dito; senare historieskrivare gjorde gärna en stor sak av denna aspekt, till exempel beskriver Gregorius av Tours hur Aëtius böner räddar hans liv.
Själva slaget var inte avgörande på något sätt. Attila undkom och visigoternas rike i Tolosa skulle inte komma att bli långvarigt. Inte heller Geiserik vann något bestående. Den ende segraren var egentligen Aëtius som säkrade Roms position för tillfället, men inte mer än att man redan ett år senare åter utsattes för Attilas anfall. Aëtius mördades 454, kejsar Valentinianus III strax därefter. 455 intog Geiserik så Rom men riket förblev rikt nog att strida om i flera generationer därefter.
Slaget vid Katalauniska fälten är dramatiserade i TV-filmen Attila – Krigarfolkets härskare.